# 小霍爾巴沙 (茲維亞赫爾區)
50°28′34″N 27°26′9″E / 50.47611°N 27.43583°E
小霍爾巴沙（烏克蘭語：Мала Горбаша），是烏克蘭中部日托米爾州的村落，由茲維亞赫爾區的亞倫市鎮所轄，距離茲維亞赫爾約23公里，始建於1610年，面積2.02平方公里，海拔高度217米，2001年人口571，人口密度每平方公里282.67人。